# جبهة الاتحاد الوطني
جبهة الاتحاد الوطني كانت تحالف سياسي وطني عراقي تأسس في عام 1956 كائتلاف من حزب البعث العربي الاشتراكي والحزب الشيوعي العراقي وحزب الاستقلال العراقي والحزب الوطني الديمقراطي وفي وقت لاحق الحزب الديمقراطي الكردستاني. دعم التحالف العديد من الحركات القومية العربية والتحرير في جميع أنحاء العالم ودعم الحكومات في مصر وسوريا ودعم حركة التحرير الجزائرية. انقسم الحزب وحل في أعقاب انقلاب 1958 بقيادة عبد الكريم قاسم بعد انقسامه بين القوميين العرب والشيوعيين العراقيين.